# Den danske pige
Den danske pige (engelsk: The Danish Girl) er en amerikansk film fra 2015 instrueret af Tom Hooper med Eddie Redmayne i hovedrollen som Lili Elbe. Filmen er baseret på David Ebershoff biografiske roman ved samme navn. Hun var i 1931 den første transkønnede i verden, der fik foretaget kropsbekræftende kønsorganoperationer.

## Medvirkende
- Eddie Redmayne som Lili Elbe
- Alicia Vikander som Gerda Wegener
- Matthias Schoenaerts som Hans Axgil
- Ben Whishaw
- Amber Heard som Ulla

## Produktion
Filmen, der havde et budget på 15 millioner dollar, knapt 100 millioner kroner dengang, blev indspillet i Tyskland og i København.
Tidligere var filmen instrueret af Lasse Hallström, med Nicole Kidman i hovedrollen og Rachel Weisz som Gerda Wegener, men alle har under forløbet forladt produktionen.

## Kontrovers
Filmen er blevet udskældt af transkønnede overalt i verden for at fremstille et stereotypt billede af transkvinder, for at tage sig for store friheder i fortolkningen af en historisk person, og for at fokusere for meget på det tragiske i transkønnedes liv. Den spiller også ind i et længerevarende kontrovers om, hvem der må spille transkønnede på film og tv, fordi den har en ciskønnet mand i hovedrollen som transkønnet kvinde. Redmayne udtalte senere han selv mente det havde været en fejl, at tage imod rollen.